# Industriestraße 11 (Magdeburg)

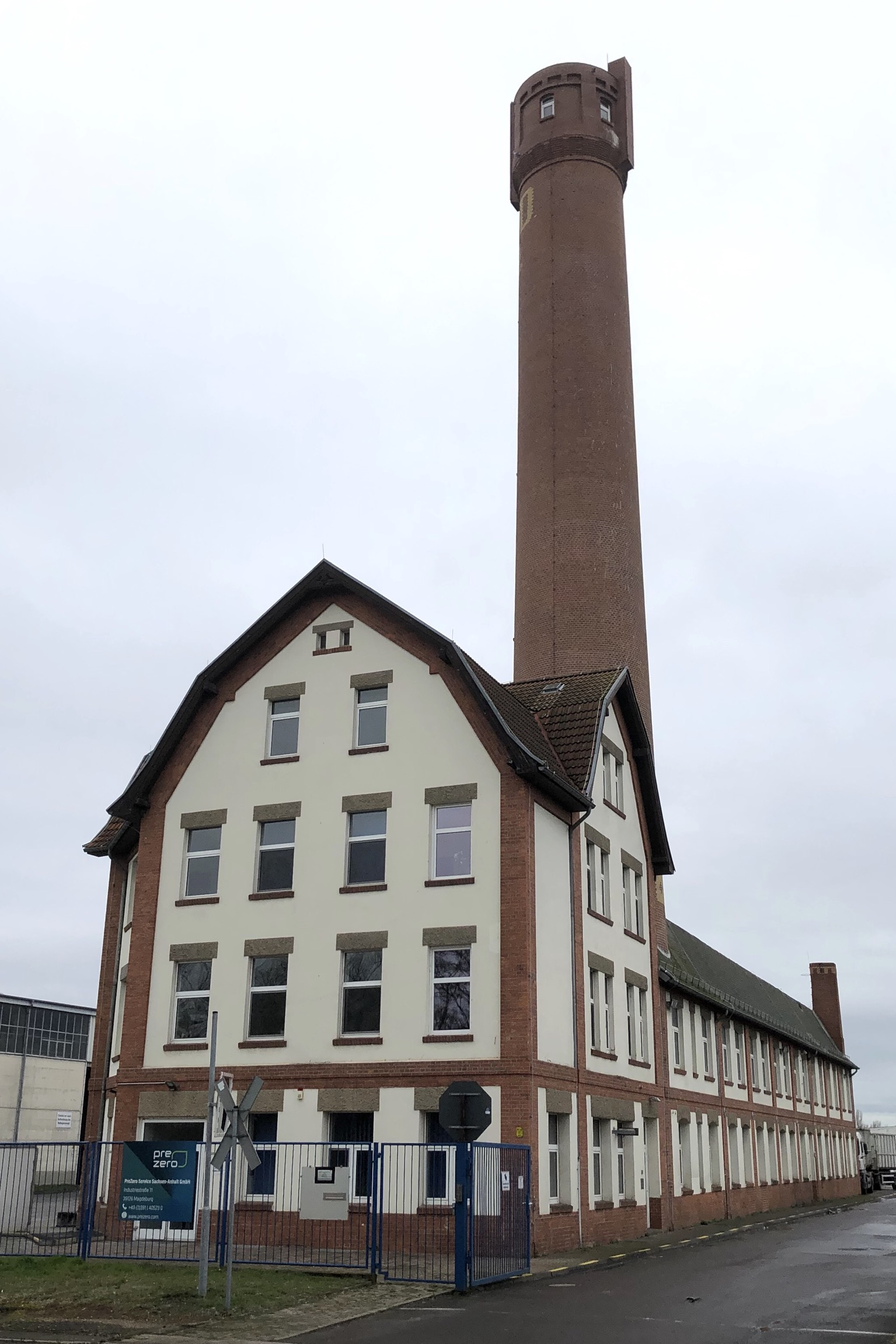
Industriestraße 11 im Jahr 2020

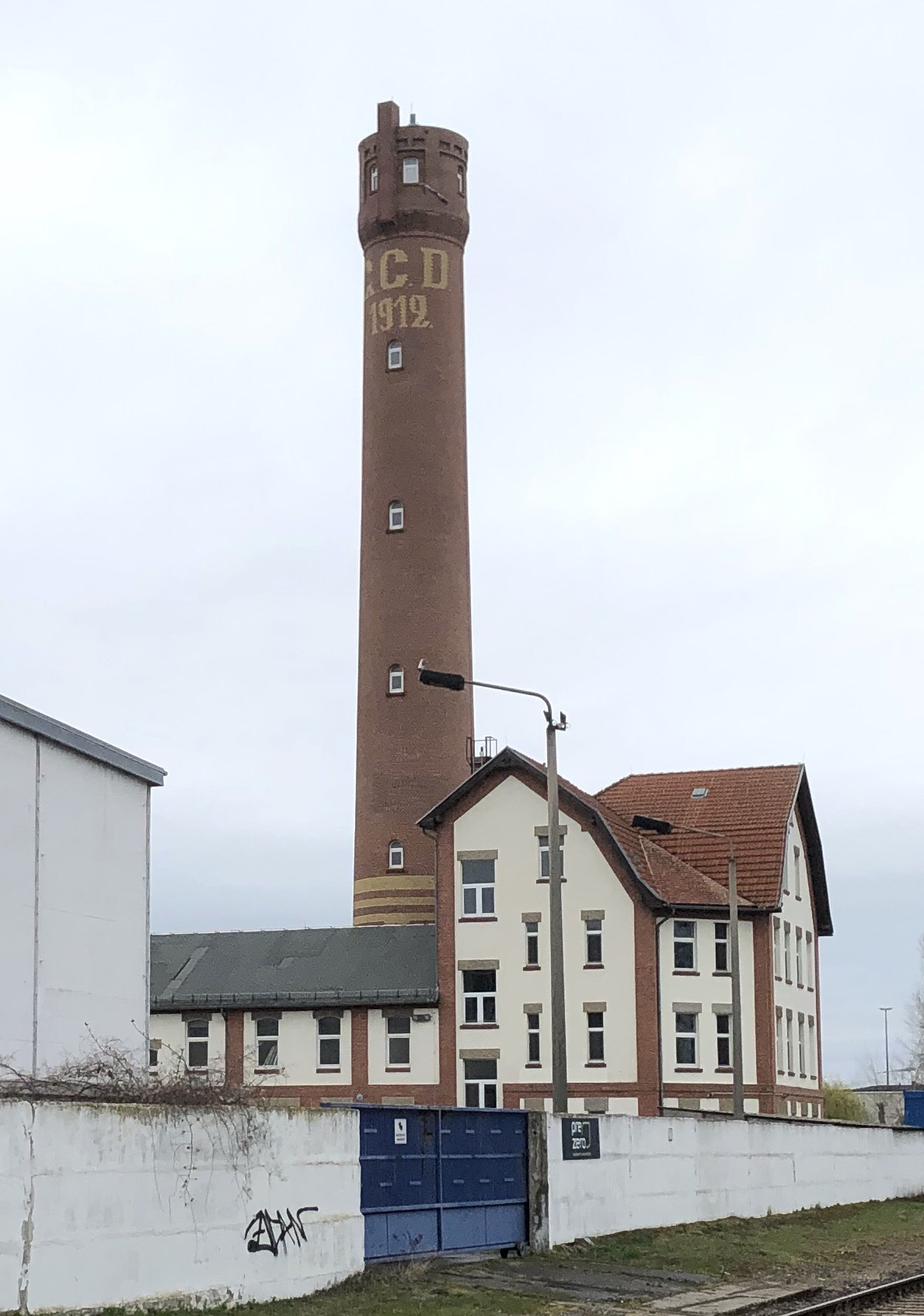
Blick von Süden

Industriestraße 11 ist die im örtlichen Denkmalverzeichnis eingetragene Bezeichnung für eine denkmalgeschützte Fabrikanlage in Magdeburg.

## Lage
Die Fabrik befindet sich im Stadtteil Magdeburg-Industriehafen auf der Westseite der Industriestraße in einer Ecklage zur nördlich einmündenden Straße Karpenlake.

## Architektur und Geschichte
Die Anlage wurde nach einem Entwurf von Peter Schneider in den Jahren 1911/1912 als Waffen- und Munitionsfabrik errichtet. Sie entstand dabei im damals neuen Industriehafen als Zweigwerk des in Lippstadt ansässigen Unternehmens G. C. Dornheim.
Zur Fabrik gehört ein dreigeschossiger Verwaltungs- und Wohnbau an den sich ein zweigeschossiger Produktionstrakt anschließt. Beide Teile sind als schlichte verputzte Ziegelbauten ausgeführt, wobei die Fensterstürze und Gebäudekanten ziegelsichtig gestaltet sind. Das zur Industriestraße ausgerichtete Verwaltungshaus ist mit einem Mansarddach, die Produktionshalle mit einem Satteldach bedeckt. 
Im Bereich zwischen beiden Gebäudetrakten erhebt sich ein 43,5 Meter hoher, die Erscheinung der Anlage dominierender Schrotturm. Vom Kopf des Turms wurde flüssiges Blei aus einem Behälter mit Siebboden in ein am Fuß befindliches Wasserbecken gestürzt. Durch den Freien Fall durch einen aufsteigenden Luftstrom hindurch erfolgte die gewünschte Formgebung der Schrotkugeln. Unterhalb des wulstartig zur Gießkammer verbreiterten Turmkopfes befinden sich die aus gelben Ziegeln gebildeten Initialen sowie die des  Jahres der Bauzeit G C D 1912. Der Turm ist mit einem Flachdach bedeckt. In der Gießkammer waren zwei Schmelzöfen untergebracht. Die kleinen schmalen Schlote der Öfen ragen an gegenüber liegenden Seiten des Turms etwas über das Dach hinaus. Hergestellt wurden Schrotkugeln zur Verwendung in Jagdmunition.
Im Inneren des Turms befindet sich ein Lastenaufzug für Blei und Kohle und Steigeisen. Darüber hinaus sind im Turm sechs Etagenplattformen eingefügt.
Die Anlage war bis 1955 in Betrieb. In den 1990er Jahren erfolgte ein Umbau zum Schauobjekt. Derzeit (Stand 2020) wird das Gelände durch die Prezero Service Sachsen-Anhalt GmbH, ein im Bereich der Abfallwirtschaft tätiges Unternehmen, genutzt.
Der weithin nahe dem Ufer der Elbe sichtbare Turm ist prägend für das Stadt- und Landschaftsbild. Er ist in größerem Umkreis der letzte erhaltene Schrotgießturm und gilt als aussagekräftiges Beispiel der Magdeburger Munitionsindustrie der Zeit vor dem Ersten Weltkrieg.
Im örtlichen Denkmalverzeichnis ist die Fabrik unter der Erfassungsnummer 094 06271 als Baudenkmal verzeichnet.